# Бедри Хамза
Бедри Хамза (алб. Bedri Hamza; Горња Клина, 8. новембар 1963) албански је политичар и економиста са Косова и Метохије. Од 7. децембра 2021 обавља функцију председника општине Косовска Митровица. У два мандата је био министар финансија Републике Косово, народни посланик Скупштине Републике Косово и гувернер Централне банке Републике Косово. Члан је Демократског савеза Косова.

## Биографија
Рођен је 8. новембра 1963. у албанској породици у Горњој Клини, код Србице. Дипломирао је 1987. на Универзитету у Приштини, након чега је магистрирао на послератном истоименом универзитету. Докторат је одбранио на Универзитету у Тирани.
Између 1987. и 1990. био је шеф рачуноводства и финансија у руднику Трепча у Косовској Митровици. Радио је у приватном сектору од 1990. до 1998. и водио Дирекцију за јавне услуге Скупштине општине Косовска Митровица од 2000. до 2003.